# کالین کلارک (بازیکن فوتبال)
کالین کلارک (انگلیسی: Colin Clarke؛ زادهٔ ۴ آوریل ۱۹۴۶) فوتبالیست اهل بریتانیا است. وی در پست هافبک میانی بازی می‌کرد و در ۵۰۰ بازی ظاهر شد.
از باشگاه‌هایی که در آن بازی کرده‌است می‌توان به باشگاه فوتبال آرسنال، باشگاه فوتبال آکسفورد یونایتد، و باشگاه فوتبال پلیموث آرگیل اشاره کرد.